# Trapiche Viejo, Veracruz
Trapiche Viejo är en ort i Mexiko.   Den ligger i kommunen Amatlán de los Reyes och delstaten Veracruz, i den sydöstra delen av landet, 240 km öster om huvudstaden Mexico City. Trapiche Viejo ligger 790 meter över havet och antalet invånare är 1 112.
Terrängen runt Trapiche Viejo är huvudsakligen kuperad, men den allra närmaste omgivningen är platt. Terrängen runt Trapiche Viejo sluttar österut. Runt Trapiche Viejo är det ganska tätbefolkat, med 116 invånare per kvadratkilometer. Närmaste större samhälle är Córdoba, 5,0 km norr om Trapiche Viejo. I omgivningarna runt Trapiche Viejo växer huvudsakligen savannskog.